# 蕭齊
蕭 斉（シャオ・チ、繁体字中国語: 蕭 齊、ウェード式：Hsiao Chi、2006年1月4日 - ）は、台湾出身のプロ野球選手（投手・育成選手）。右投右打。東北楽天ゴールデンイーグルス所属。

## 経歴

### 日本球界入り前
2024年11月2日に、東北楽天ゴールデンイーグルスと育成契約を締結したことが発表された。背番号は身長にちなんだ197。複数年契約で、推定年俸は300万円。

### 楽天時代
11月4日の入団会見後、秋季キャンプにも参加した。

## 選手としての特徴
197cmの高身長から繰り出すストレートとチェンジアップが持ち味。

## 人物
愛称は「チー」。
同じ楽天に所属する王彦程は高校の先輩にあたる。
学生時代、野球漫画の「MAJOR」を読んでいて、そこから甲子園（全国高等学校野球選手権大会）に憧れを持つようになったという。

## 詳細情報

### 背番号
- 197（2025年[3] - ）